# Grigori Méndez
Grigori Méndez (Bogotá, 30 de diciembre de 1972) es un exfutbolista y entrenador colombiano.

## Jugador
Nació en Bogotá, se desempeñó como defensa y jugó toda su carrera en Independiente Santa Fe. 
Salió de las divisiones inferiores de Independiente Santa Fe, con el que debutó en 1994, junto a otros canteranos como Wilson Gutiérrez. En su primer año, tendría algunas oportunidades de jugar. En 1996, jugó tanto en el torneo local, como en la Copa Conmebol, torneo en el que Santa Fe llegaría a la final  bajo el mando del técnico argentino Pablo Centrone. Siguió jugando en Santa Fe hasta el 2000, año en el que se retiraría del fútbol profesional.

## Entrenador
Hace el curso de entrenador en los Estados Unidos. 
Su primer partido en el profesionalismo lo dirige como en cargado el 26 de septiembre de 2009, con Academia F. C..
En el 2010, volvería a Santa Fe para dirigir a las divisiones menores, durante 11 temporadas. 
El 22 de agosto de 2021, es nombrado como el nuevo entrenador de Santa Fe. A los pocos dias ganaria la Superliga de Colombia. Estaría en el cargo hasta el 23 de noviembre de 2021. Sin embargo, con la salidad del argentino Chapulin Cardetti, nuevamente el 25 de abril de 2022 regresa a dirigir la institución. Se volvería marchar el 19 de mayo de 2022, tras la llegada de Alfredo Arias.
Tras más de una década al servicio de Santa Fe, llega a dirigir al Jaguares de Córdoba el 27 de mayo de 2022.  ocupando el cargo hasta el 13 de septiembre de 2022.
Luego, es asistente técnico de los entrenadores Arturo Reyes en todos las categorías de la Selección Colombia y a Nelson 'Rolo' Flórez en el Barranquilla F. C.
El 28 de marzo de 2025, es nombrado director técnico del Barranquilla F. C., cargo que ocupó hasta el 23 de julio de 2025.

## Clubes

### Como jugador
| Club     | País     | Año       |
| -------- | -------- | --------- |
| Santa Fe | Colombia | 1994-2000 |

### Como formador[10]
| Club           | País      | Año       |
| -------------- | --------- | --------- |
| Quilmes        | Argentina | 2006      |
| Academia F. C. | Colombia  | 2007-2010 |
| Santa Fe       | Colombia  | 2010-2021 |

### Como asistente técnico[11]
| Club               | País     | Año         | Asistente de   |
| ------------------ | -------- | ----------- | -------------- |
| Academia F. C.     | Colombia | 2008        | Arturo Reyes   |
| Academia F. C.     | Colombia | 2010        | Bernardo Redin |
| Selección Mayor    | Colombia | 2018        | Arturo Reyes   |
| Selección Sub-21   | Colombia | 2018        | Arturo Reyes   |
| Selección Sub-20   | Colombia | 2018 - 2020 | Arturo Reyes   |
| Santa Fe           | Colombia | 2019        | Gerardo Bedoya |
| Selección Sub-23   | Colombia | 2019 - 2020 | Arturo Reyes   |
| Barranquilla F. C. | Colombia | 2023 - 2025 | Nelson Flórez  |

### Como entrenador
| Equipo                         | Div.  | Temporada | Liga | Liga | Liga | Liga | Liga |    | Copa | Copa | Copa | Copa |   | Internacional | Internacional | Internacional | Internacional | Internacional |   | Otros | Otros | Otros | Otros |    | Totales     | Totales | Totales | Totales | Totales | Totales | Totales | Totales | Totales |
| Equipo                         | Div.  | Temporada | PD   | G    | E    | P    | Pos. | PD | G    | E    | P    | PD   | G | E             | P             | Pos.          | PD            | G             | E | P     | PD    | G     | E     | P  | Rendimiento | GF      | GC      | Dif.    |         |         |         |         |         |
| ------------------------------ | ----- | --------- | ---- | ---- | ---- | ---- | ---- | -- | ---- | ---- | ---- | ---- | - | ------------- | ------------- | ------------- | ------------- | ------------- | - | ----- | ----- | ----- | ----- | -- | ----------- | ------- | ------- | ------- | ------- | ------- | ------- | ------- | ------- |
| Academia F. C. · Colombia      | 2.ª   | 2009-F    | 1    | 0    | 0    | 1    | Int. | -  | -    | -    | -    | -    | - | -             | -             | -             | -             | -             | - | -     | 1     | 0     | 0     | 1  | 0%          | 0       | 3       | -3      |         |         |         |         |         |
| Academia F. C. · Colombia      | Total | Total     | 1    | 0    | 0    | 1    | -    | -  | -    | -    | -    | -    | - | -             | -             | -             | -             | -             | - | -     | 1     | 0     | 0     | 1  | 0%          | 0       | 3       | -3      |         |         |         |         |         |
| Santa Fe · Colombia            | 1.ª   | 2021-F    | 14   | 5    | 6    | 3    | 14°  | 4  | 3    | 0    | 1    | -    | - | -             | -             | -             | 2             | 2             | 0 | 0     | 20    | 10    | 6     | 4  | 60%         | 25      | 19      | +6      |         |         |         |         |         |
| Santa Fe · Colombia            | Total | Total     | 14   | 5    | 6    | 3    | -    | 4  | 3    | 0    | 1    | -    | - | -             | -             | -             | 2             | 2             | 0 | 0     | 20    | 10    | 6     | 4  | 60%         | 25      | 19      | +6      |         |         |         |         |         |
| Jaguares de Córdoba · Colombia | 1.ª   | 2022-F    | 11   | 2    | 4    | 5    | Inc. | -  | -    | -    | -    | -    | - | -             | -             | -             | -             | -             | - | -     | 11    | 2     | 4     | 5  | 30.3%       | 9       | 13      | -4      |         |         |         |         |         |
| Jaguares de Córdoba · Colombia | Total | Total     | 11   | 2    | 4    | 5    | -    | -  | -    | -    | -    | -    | - | -             | -             | -             | -             | -             | - | -     | 11    | 2     | 4     | 5  | 30.3%       | 9       | 13      | -4      |         |         |         |         |         |
| Barranquilla F. C. · Colombia  | 2.ª   | 2025-A    | 8    | 1    | 3    | 4    | 15°  | 4  | 1    | 0    | 3    | -    | - | -             | -             | -             | -             | -             | - | -     | 12    | 2     | 3     | 7  | 25%         | 9       | 18      | -9      |         |         |         |         |         |
| Barranquilla F. C. · Colombia  | 2.ª   | 2025-F    | 2    | 0    | 0    | 2    | Inc. | -  | -    | -    | -    | -    | - | -             | -             | -             | -             | -             | - | -     | 2     | 0     | 0     | 2  | 0%          | 1       | 4       | -3      |         |         |         |         |         |
| Barranquilla F. C. · Colombia  | Total | Total     | 10   | 1    | 3    | 6    | -    | 4  | 1    | 0    | 3    | -    | - | -             | -             | -             | -             | -             | - | -     | 14    | 2     | 3     | 9  | 21.43%      | 10      | 22      | -12     |         |         |         |         |         |
| Total                          | Total | Total     | 36   | 8    | 13   | 14   | -    | 8  | 4    | 0    | 4    | -    | - | -             | -             | -             | 2             | 2             | 0 | 0     | 46    | 14    | 13    | 19 | 39.85%      | 44      | 57      | -13     |         |         |         |         |         |
| 1. 2. 3.                       |       |           |      |      |      |      |      |    |      |      |      |      |   |               |               |               |               |               |   |       |       |       |       |    |             |         |         |         |         |         |         |         |         |

#### Resumen estadístico
| Competición           | Partidos | Ganados | Empatados | Perdidos | Rendimiento | Mejor resultado  |
| --------------------- | -------- | ------- | --------- | -------- | ----------- | ---------------- |
| Categoría Primera B   | 11       | 1       | 3         | 7        | 18.18%      | 15° lugar        |
| Categoría Primera A   | 25       | 7       | 10        | 8        | 41.33%      | 14° lugar        |
| Copa Colombia         | 8        | 4       | 0         | 4        | 50%         | Cuartos de final |
| Superliga de Colombia | 2        | 2       | 0         | 0        | 100%        | Campeón          |
| TOTAL                 | 46       | 14      | 13        | 19       | 39.85%      | Un título        |

## Palmarés como entrenador

### Torneos nacionales
| Título                | Club     | País     | Año  |
| --------------------- | -------- | -------- | ---- |
| Superliga de Colombia | Santa Fe | Colombia | 2021 |